# Siège d'Ambleteuse
Rough Wooing
Batailles
Édimbourg (1544) - Ancrum Moor (1545) - Pinkie Cleugh (1547) - Broughty (1547-1550) - Haddington (1548-1549) - Ambleteuse (1549)
Les hostilités ayant repris entre la France et l'Angleterre, une campagne de prise des places-fortes anglaises restant sur le continent fut décidée. L'aboutissement de cette campagne sera la prise de Calais en 1558.
Alors qu'une partie de l'armée française prenait Fort-Slack d'assaut, un corps d'armée s'attaqua le 22 avril à Ambleteuse dont le siège commença sans plus tarder.

## Le siège
L'armée française s'était établie dans le champ situé à l'est de la route allant de Slack au bourg d'Ambleteuse et où l'on trouvait encore récemment des pièces et de nombreux artefacts ayant appartenu aux soldats d'Henri II.
Le fort surplombant la Slack à l'entrée de l'Estuaire fut pris d'abord et se rendit. Tous les défenseurs furent massacrés.
Malgré les murailles imposantes et le nombre important des défenseurs dont les ripostes furent farouches, les assauts redoublés des Français eurent raison en quelques heures des quatre solides bastions de la citadelle.
Le reste de la garnison fut sommé de se rendre, mais, constatant le refus indigné du commandant John Grey, le roi de France Henri II décida, le 26 août, de faire donner l'artillerie.
Les Anglais n'opposèrent alors plus de résistance et l'armée du roi de France entra dans la citadelle. Les soldats et les habitants furent passés au fil de l'épée malgré l'avertissement du très respecté André de Montalembert qui avait promis que le moindre Français qui commettrait le viol sur une femme d'Ambleteuse serait exécuté sur le champ.
C'est la première fois que les Français voyaient du charbon de terre avec lequel les Anglais se chauffaient.
Les sujets du roi d'Angleterre furent remplacés par des familles venues principalement d'Ile-de-France. Quelques Anglais se réfugièrent à Audresselles, village voisin, ou dans des villages peuplés d'Anglais et plus éloignés dans les vallées.
La chute des places-fortes anglaises sera la clé de la prise de Calais et de l'expulsion des Anglais de France jusqu'à leur retour dans une enclave à Calais selon les accords du Touquet passés entre Nicolas Sarkozy et le gouvernement de Sa Majesté.

## Source et bibliographie
Jean-Claude Castex, Répertoire des combats franco-anglais des guerres de la Renaissance, Canada, Les éditions du Phare-Ouest, 2012, 246 p., p. 13-14